# Eman Esfandi
Eman Esfandi (en persan : ایمان اسفندی), né le 27 septembre 1994, est un acteur et réalisateur américain. Il est principalement connu pour son interprétation en prise de vues réelles du Jedi Ezra Bridger dans la série télévisée Ahsoka diffusée sur Disney+, .

## Biographie

### Jeunesse et éducation
Eman Esfandi est née à Laredo au Texas. Sa mère et son père sont respectivement des immigrants venus d'Équateur et d'Iran. Il est titulaire d'un diplôme d'associé en administration des affaires du Laredo College (en) et d'un diplôme en économie de l'Université du Texas à Austin, avant de poursuivre une carrière d'acteur.

### Carrière
En 2022, alors qu'il est quasiment inconnu, il est annoncé pour le rôle d'Ezra Bridger dans la série en prise de vues réelles Ahsoka diffusée sur Disney+,

## Filmographie
Sauf indication contraire, les informations mentionnées dans cette section peuvent être confirmées par la base de données cinématographiques IMDb,  présente dans la section « Liens externes ».

### En tant qu'acteur

#### Films
- 2018 : Red 11 : Funny Guy
- 2018 : Phaedra : Apollon
- 2019 : Austin Weird : Sam
- 2021 : La Méthode Williams : Barry
- 2022 : The Inspection : Ismail

#### Séries télévisées
- 2018 : Rebel Without a Crew: The Series : Lui-même
- 2023 : Ahsoka : Ezra Bridger

### En tant que réalisateur
- 2018 : Pépito : réalisateur, producteur (court-métrage)
- 2018 : 120 : réalisateur, producteur et monteur  (court-métrage)

## Voix francophones
En France, Julien Bouanich et Kévin Goffette ont doublé Eman Esfandi.